# Federación Rumana de Balonmano
La Federación Rumana de Balonmano (en rumano: Federația Română de Handbal) es el órgano rector del balonmano en Rumania. Fue fundada en 1936 y tiene su sede en Bucarest. La FRH gestiona la Liga Națională y la selección de balonmano de Rumania, entre otros.

## Historia
Las reglas oficiales del juego fueron escritas y publicadas por Karl Schelenz en Berlín (1919). El 17 de junio de 1921 se disputó el primer partido de balonmano en Rumania. El partido se jugó en el Estadio Central de Sibiu y fue organizado por el profesor Wilhelm Binder, que enfrentó a los equipos de dos escuelas secundarias locales: la Escuela secundaria de Brukenthal y la Escuela secundaria femenina.
En 1931, Sibiu organizó la primera competición importante: la Copa de Transilvania. En 1933, el balonmano se añade a la ya existente Federación de Baloncesto y Rumano y se convirtió en la Federación Rumana de Voleibol, Baloncesto y Balonmano (FRVBH). En 1934, la Copa de Transilvania se convirtió en la Liga Nacional de Balonmano. La liga estaba formada por tres sub-divisiones en función de su ubicación: la liga norte (Ardeal), liga occidental (Banat) y liga sur (Bucarest y Ploiești). En 1936 se fundó la Federación Rumana de Balonmano como un órgano de gobierno independiente.

## Competiciones
La Federación Rumana de Balonmano organiza las siguientes ligas de balonmano:
- Liga Națională
- Liga Națională (balonmano femenino)
- Divizia A (balonmano)
- Divizia A (balonmano femenino)
- Liga Junior I de balonmano masculino
- Liga Junior I de balonmano femenino
- Liga Junior II de balonmano masculino
- Liga Junior II de balonmano femenino
- Liga Junior III de balonmano masculino
- Liga Junior III de balonmano femenino

También gestiona la selección de balonmano de Rumania, la selección de balonmano femenino de Rumania y el Trofeo de los Cárpatos.